# 르카쩌시
르카쩌시(중국어 간체자: 日喀则市, 정체자: 日喀則市, 병음: Rìkāzé Shì) 또는 시가체시(티베트어: གཞིས་ཀ་རྩེ, 와일리 방식: gzhis ka rtse, 티베트어 병음: Xigazê, 중국조선어: 시가쩨)는 중화인민공화국 티베트 자치구에 위치하는 지급시이다. 현행의 정식 호칭은 「뜻한대로 이루어지는 지고한 장원」을 의미하는 「시까쌈된둡빼체모 (གཞིས་ཀ་བསམ་དོན་འགྲུབ་པའི་རྩེ་མོ)」의 약칭이다.
2014년 7월, 르카쩌 지구를 폐지하고 지급의 르카쩌시를 설립했다. 원래 현급시였던 르카쩌시는 쌍주쯔구로 개편했다. 교통은 르카쩌 페디스 공항이 있다.

## 역사
시가체는 냥추강의 하류라는 의미로 「냥추매(མྱང་ཆུ་སམད་ myang chu smad)」또는 「냥매 (myang smad)」라고 불렸다. 팍모두빠 시대 후기, 시가체는 「뜻한대로 이뤄지는 지고한 장원」을 의미하는 「시까쌈된둡빼체모(གཞིས་ཀ་བསམ་དོན་འགྲུབ་པའི་རྩེ་མོ gzhis ka bsam don grub pa'i rtse mo)」라고 불리고 있었다. 지구명인 「시가체」는 그 약칭이다.

## 지리
해발 3850m, 티베트 자치구 남부, 네팔, 부탄, 인도 국경 주변에 위치한다. 북서는 아리 지구, 북쪽은 나추 지구, 북동에서 동쪽은 라싸시에 접한다. 지구 중앙을 동쪽에서 서쪽으로 브라마푸트라강이 흐른다. 남쪽에는 히말라야산맥이 우뚝 솟아 세계 최고봉 에베레스트산이 있다.

## 기후
| Shigatse의 기후          | Shigatse의 기후 | Shigatse의 기후 | Shigatse의 기후 | Shigatse의 기후 | Shigatse의 기후 | Shigatse의 기후 | Shigatse의 기후 | Shigatse의 기후 | Shigatse의 기후 | Shigatse의 기후 | Shigatse의 기후 | Shigatse의 기후 | Shigatse의 기후 |
| 월                       | 1월             | 2월             | 3월             | 4월             | 5월             | 6월             | 7월             | 8월             | 9월             | 10월            | 11월            | 12월            | 연간            |
| ------------------------ | --------------- | --------------- | --------------- | --------------- | --------------- | --------------- | --------------- | --------------- | --------------- | --------------- | --------------- | --------------- | --------------- |
| 일평균 최고 기온 °C (°F) | 5.6 (42.1)      | 7.9 (46.2)      | 10.9 (51.6)     | 15.2 (59.4)     | 18.9 (66.0)     | 22.2 (72.0)     | 20.8 (69.4)     | 19.7 (67.5)     | 18.5 (65.3)     | 15.1 (59.2)     | 10.3 (50.5)     | 6.8 (44.2)      | 14.3 (57.8)     |
| 일일 평균 기온 °C (°F)   | −3.7 (25.3)     | −0.8 (30.6)     | 2.8 (37.0)      | 7.3 (45.1)      | 11.0 (51.8)     | 14.9 (58.8)     | 14.7 (58.5)     | 13.9 (57.0)     | 12.1 (53.8)     | 6.9 (44.4)      | 1.0 (33.8)      | −2.7 (27.1)     | 6.5 (43.6)      |
| 일평균 최저 기온 °C (°F) | −13.0 (8.6)     | −9.4 (15.1)     | −5.3 (22.5)     | −0.7 (30.7)     | 3.2 (37.8)      | 7.6 (45.7)      | 8.7 (47.7)      | 8.1 (46.6)      | 5.7 (42.3)      | −1.2 (29.8)     | −8.3 (17.1)     | −12.2 (10.0)    | −1.4 (29.5)     |
| 평균 강수량 mm (인치)    | 0 (0)           | 0 (0)           | 2 (0.1)         | 3 (0.1)         | 15 (0.6)        | 60 (2.4)        | 129 (5.1)       | 146 (5.7)       | 58 (2.3)        | 7 (0.3)         | 2 (0.1)         | 0 (0)           | 422 (16.7)      |
| 출처: Climate-Data.org   |                 |                 |                 |                 |                 |                 |                 |                 |                 |                 |                 |                 |                 |

## 민족
2003년 말 지구 총인구인 64.7만 명은 자치구 전체 인구의 1/4을 차지한다. 그 중에서 티베트족 인구가 95%를 차지하며 나머지 5%가 한족, 후이족 등이다.

## 경제
지구 인구의 90%가 농업과 유목에 종사한다. 2003년의 지구생산총액(GDP)은 전년대비 16.1% 증가로 33.7억 위안이며, 지방 재정 순수입은 9.715만 위안이었다. 농목민 일인당의 순수입은 1,840위엔이다.
민족 수공업 또한 발전하여 금은 가공, 모피 제품, 깔개, 선물류 등이 국내외에서 유명하다. 수력 발전소인 당하전창이 있어, 마을과 종업원 11,300 종업원이 있는 738개의 기업에 전기를 공급하고 있다. 1994년의 공업, 농업 총생산은 1959년의 1000배, 1965년의 29.3배가 되었다. 1996년의 통계에 의하면 전 지구의 발전량은 5010.95 kw/h, 원목 생산량 5495.23m, 목재 3648.04m, 소맥분 가공량 3318.9t, 의류 방적량 7323.38m, 공업 총생산액은 6.5억 위안에 달했다.

## 행정 구역

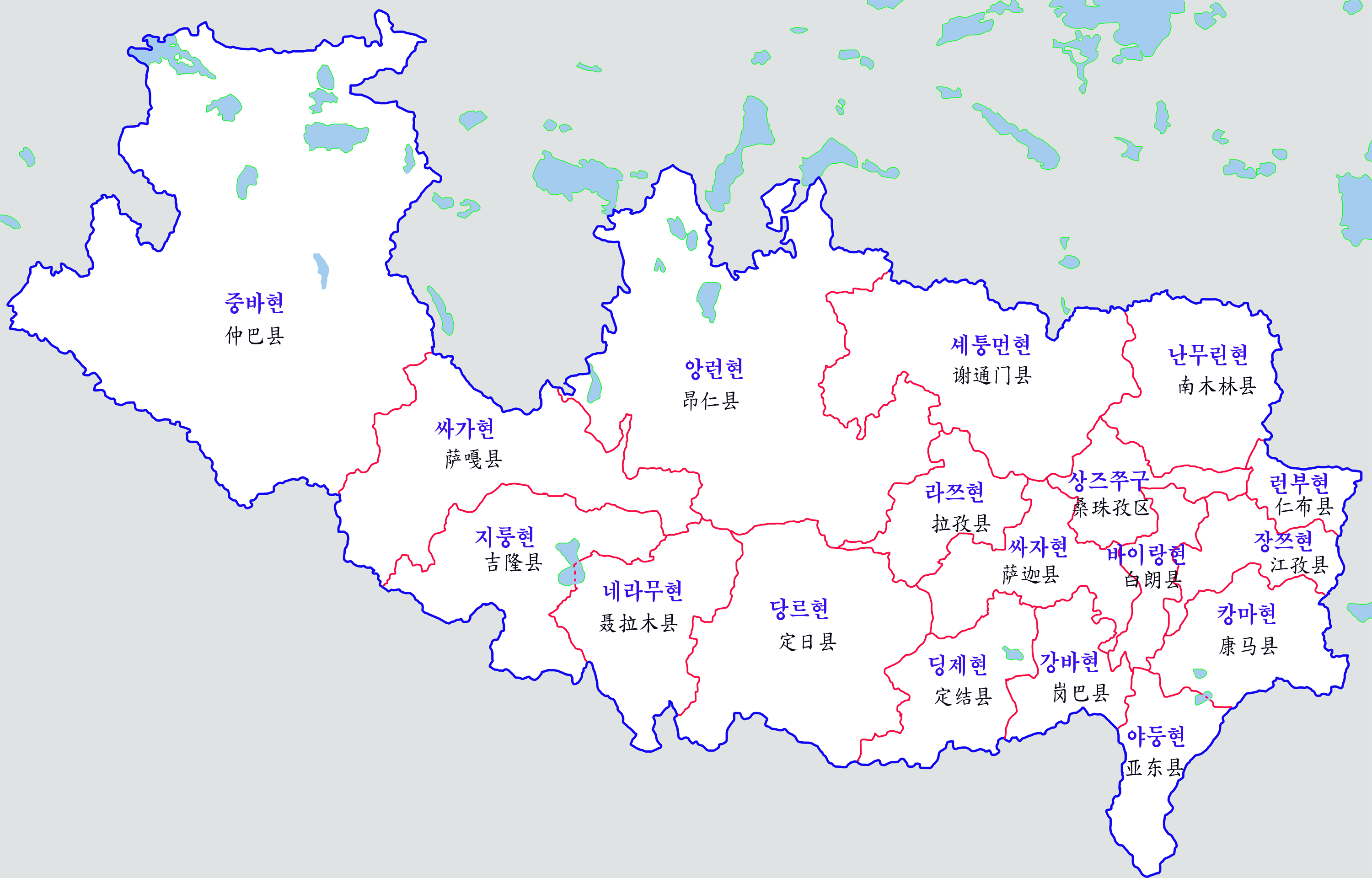
르카쩌시의 행정구역

르카쩌 시는 1개의 시할구와 17개의 현(총)으로 구성되어 있다.
- 쌍주쯔구(상주자구)(티베트어: བསམ་འགྲུབ་རྩེ་ཆུས།, 중국어: 桑珠孜区)
- 난무린현(남링현)(티베트어: རྣམ་གླིང་རྫོང་, 중국어: 南木林县)
- 장쯔현(걍체현)(티베트어: རྒྱལ་རྩེ་རྫོང་, 중국어: 江孜县)
- 딩르현(팅리현)(티베트어: དིང་རི་རྫོང་, 중국어: 定日县)
- 싸자현(싸갸현)(티베트어: ས་སྐྱ་རྫོང་, 중국어: 萨迦县)
- 라쯔현(라체현)(티베트어: ལྷ་རྩེ་རྫོང་, 중국어: 拉孜县)
- 앙런현(암링현)(티베트어: ངམ་རིང་རྫོང་, 중국어: 昂仁县)
- 셰퉁먼현(사이통모인현)(티베트어: བཞད་མཐོང་སྨོན་རྫོང་, 중국어: 谢通门县)
- 바이랑현(바남현)(티베트어: པ་སྣམ་རྫོང་, 중국어: 白朗县)
- 런부현(린붕현)(티베트어: རིན་སྤུངས་རྫོང་, 중국어: 仁布县)
- 캉마현(캉마르현)(티베트어: ཁང་དམར་རྫོང་, 중국어: 康马县)
- 딩제현(딩계현)(티베트어: གདིང་སྐྱེས་རྫོང་, 중국어: 定结县)
- 중바현(중바현)(티베트어: འབྲོང་པ་རྫོང་, 중국어: 仲巴县)
- 야둥현(초모현)(티베트어: གྲོ་མོ་རྫོང་, 중국어: 亚东县)
- 지룽현(기롱현)(티베트어: སྐྱིད་གྲོང་རྫོང་, 중국어: 吉隆县)
- 녜라무현(냘람현)(티베트어: གཉའ་ལམ་རྫོང་, 중국어: 聂拉木县)
- 싸가현(싸가현)(티베트어: ས་དགའ་རྫོང་, 중국어: 萨嘎县)
- 강바현(감바현)(티베트어: གམ་པ་རྫོང་, 중국어: 岗巴县)

## 교통
시가체 평화 공항이 있다.